# Roger Burggraeve
Roger Burggraeve (Passendale, 11 augustus 1942) is een Belgische moraaltheoloog die vooral gerenommeerd is voor zijn onderzoek naar het denken van Emmanuel Levinas.

## Levensloop
Hij is salesiaan van Don Bosco en priester. Na zijn middelbare school aan het Don Boscocollege Kortrijk, behaalde hij in 1966 zijn licentiaatsdiploma in de filosofie in Rome. In 1980 promoveerde hij in de moraaltheologie aan de Katholieke Universiteit Leuven. Hij was er achtereenvolgens docent, hoofddocent, hoogleraar en gewoon hoogleraar. Hij doceerde:
- Fundamentele moraaltheologie;
- Christelijke seksualiteits-, huwelijks- en gezinsethiek;
- Geloof, bijbels denken en ethiek;
- Religie, zingeving en ethiek.

Hij was verbonden aan de Faculteit Theologie en Religiewetenschappen Leuven en doceerde ook aan het Hoger Instituut voor Wijsbegeerte en voor de richtingen Familiale en Seksuologische Wetenschappen. Farmaceutische Wetenschappen, Logopedie en Tandheelkunde.
In 2007 ging hij met emeritaat.

## Emmanuel Levinas
Roger Burggraeve verwierf internationale reputatie door zijn onderzoekswerk over en rond het ethisch en metafysisch denken van de Frans-joodse filosoof Emmanuel Levinas.
Op basis van Levinas' Talmoedisch denken ontwikkelde hij een filosofische benadering van de Bijbel vanuit een christelijk perspectief.
Hij doceerde hierover aan zijn eigen universiteit en daarnaast aan het internationaal Instituut Lumen Vitae in Brussel. Hij gaf ook gastcolleges over Levinas in Congo (Kinshasa), India (Bangalore, Pune, Trichur), Kenia (Nairobi) en Canada (Ottawa, Montréal).

## Andere activiteiten
- Naast zijn academische carrière is Burggraeve geestelijk directeur van het Heilige Geestcollege in Leuven, een tehuis voor binnenlandse en buitenlandse studenten.
- Hij was lid van de Ethische Commissie van het Vlaams Welzijnsverbond.
- Hij was lid van enkele lokale ethische commissies in de sector van rust- en verzorgingstehuizen.
- Hij was medestichter en erevoorzitter van het Centrum voor Vredesethiek aan de KU Leuven.

## Publicaties
Burggraeve publiceerde een vierhonderdtal boeken, artikels en bijdragen over thema's zoals:
- algemene en relationele ethiek;
- Bijbel en ethiek;
- pastoraal, opvoeding en ethiek;
- nationalisme, racisme en mensenrechten;
- ethiek van het welzijnswerk;
- vergelding, vergeving en verzoening;
- vooral over het denken van Levinas.

In boekvorm zijn verschenen, met Burggraeve als auteur of coauteur:
- From Self-Development to Solidarity, Leuven, Peeters, 1985.
- Het gelaat van de bevrijding. Een heilsdenken in het spoor van Emmanuel Levinas, 1986.
- Swords into Plowshares. Theological Reflections on Peace, Leuven, Peeters, 1991.
- Zinvol seksueel leven onderweg, Acco, 1992.
- Van rechtvaardige oorlog naar rechtvaardige vrede. Katholieken tussen militarisme en pacifisme in historisch-theologisch perspectief, Leuven, Kadoc, 1993.
- De vele gezichten van het kwaad: Meedenken in het spoor van Emmanuel Levinas, Acco, 1996.
- Ethiek als intimiteit met God? Christelijke ethiek in gesprek met joodse denkers, 1998.
- Ethiek en Passie, Tielt, Lannoo, 1999.
- Zand erover?, Leuven, Davidsfonds, 2000.
- Eigen-wijze liefde, Acco, 2000.
- Van Madonna tot Madonna, Leuven, Davidsfonds, 2002.
- Lief, liever, liefst, Tielt, Lannoo, 2002.
- The Wisdom of Love in the Service of Love, Marquette University Press, 2002.
- De verruwing voorbij, Leuven, Davidsfonds, 2004.
- Marriage - Divorce - Remarriage. Mariage - Divorce - Remariage, Leuven, Peeters, 2007.
- Wanneer liefde toeslaat, Leuven, Davidsfonds, 2010.
- Gedreven tussen goed en kwaad, Tielt, Lannoo, 2010.
- De Rode huid van Adam, Averbode, Altiora, 2011.
- Gekkenwerk, Leuven, Lannoo Campus, 2013.
- Abraham en Odysseus, Averbode, Altiora, 2013.
- Hoog tijd voor een andere God, Leuven, Davidsfonds, 2015.
- Mag ik? Sorry. Dank je, Tielt, Lannoo, 2016.
- Geen toekomst zonder kleine goedheid, Halewijn, 2020
- Please? Thank you! Sorry..., Antwerpen-'s Hertogenbosch: Gompel&Svacina, 2021.

Naast in het Nederlands verscheen werk van hem in het Engels, Frans, Italiaans, Duits en Japans.